# اشتفان آیگنر
اشتفان آیگنر (انگلیسی: Stefan Aigner؛ زادهٔ ۲۰ اوت ۱۹۸۷) یک بازیکن فوتبال اهل آلمان است.
از باشگاه‌هایی که در آن بازی کرده‌است می‌توان به اینتراخت فرانکفورت، آرمینیا بیله‌فلد و مونیخ ۱۸۶۰ اشاره کرد.

## یادکرد ویکی‌پدیا
- مشارکت‌کنندگان ویکی‌پدیا. «Stefan Aigner». در دانشنامهٔ ویکی‌پدیای انگلیسی، بازبینی‌شده در ۲۹ اوت ۲۰۱۶.